# Golfo Nuevo
El golfo Nuevo es un accidente costero ubicado al noreste de la provincia del Chubut en la Patagonia de Argentina, al sur del istmo Carlos Ameghino que une a la península Valdés con el continente americano.
A orillas del golfo Nuevo se encuentra la ciudad de Puerto Madryn, la villa de Puerto Pirámides, Punta Pardelas, la playa El Doradillo y el área natural protegida de punta Loma. Es considerado uno de los mejores puertos naturales del mundo, y su profundidad alcanza los 90 metros.
El golfo Nuevo es visitado anualmente por numerosos ejemplares de ballena franca austral dado que es sitio ideal de apareamiento y cría (de mayo a noviembre) esta migración anual transforma a toda la península Valdés en un lugar de inmenso atractivo turístico.
El golfo tiene 56 kilómetros de largo y 40 de ancho. Su entrada, de 11 kilómetros, está flanqueada al noreste por el cerro Morro Nuevo (de 109 m s. n. m.) y por la punta Ninfas al suroeste. En la parte interna del golfo existen bahías secundarias, como Madryn, Pirámide y Cracker.
El nivel medio de las mareas en este lugar es de 2,40 metros. La costa del golfo está formada por barrancas que presentan en la base estratos que sobresalen formando restingas.
El 21 de mayo de 1975 fue sancionada la ley n.º 20 956 que dispuso:

(…) iniciar los estudios e investigaciones de campo y de gabinete necesarios para establecer, en el más breve plazo posible, un plan para el aprovechamiento energético de las mareas en el litoral marítimo del país (…) se iniciarán de inmediato estudios e investigaciones para la elaboración en un plazo no mayor de tres (3) años, del proyecto ejecutivo para el aprovechamiento maremotriz en la Península Valdez, utilizando el desfasaje de mareas existentes entre los golfos Nuevo y San José, en la provincia del Chubut y fijando como inicio de las obras el año 1978.

Sin embargo de que la ley nacional sigue vigente, nunca se llevó a efecto debido a que el área es un santuario de ballenas francas australes.

## Toponimia
Hacia el año 1520, Fernando de Magallanes denominó al golfo «Bahía Sin Fondo». Luego con el tiempo (durante el siglo XVIII, la época del Fuerte San José y de la colonia galesa) se llamó «Bahía Nueva» (en idioma galés: Bae Newydd) y «Bahía de San Matías» y finalmente «golfo Nuevo».

## Galería

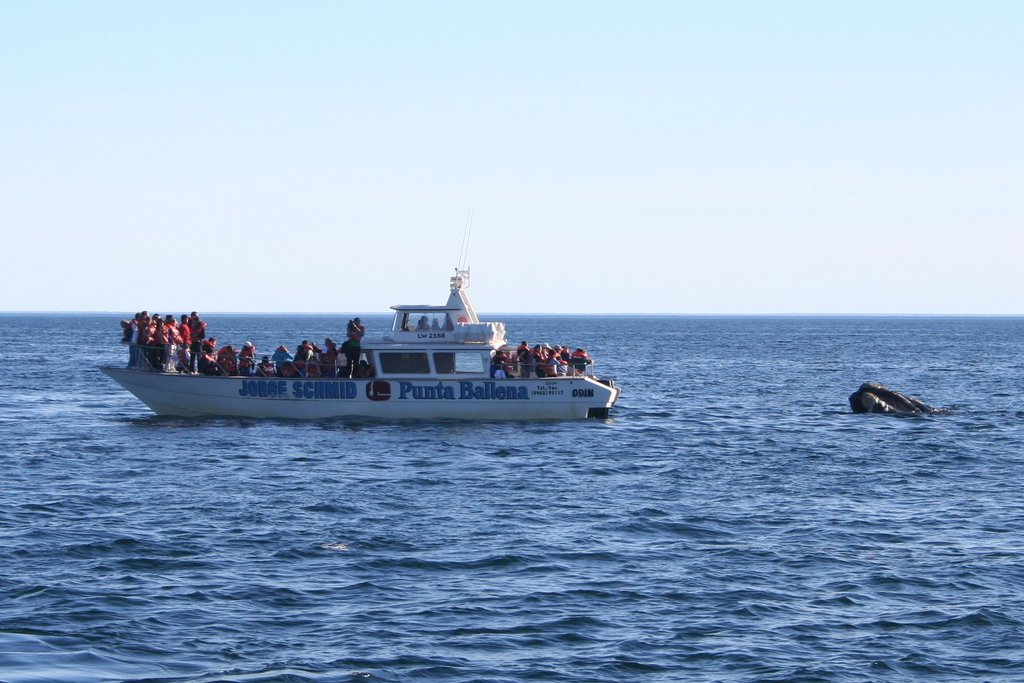
Avistamiento de ballenas.
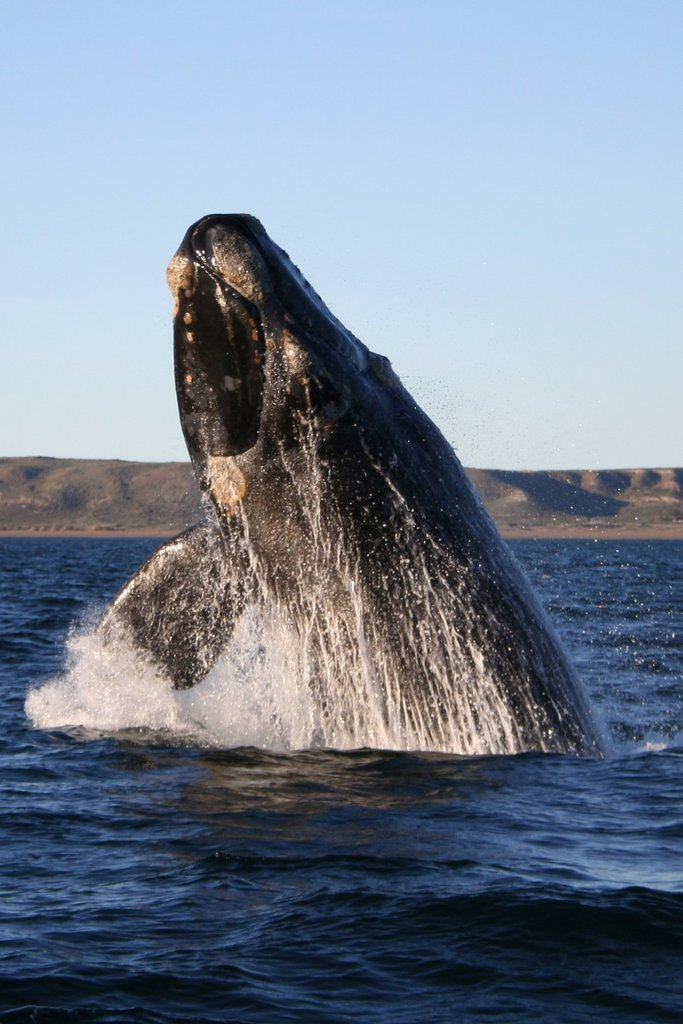
Ballena franca austral.
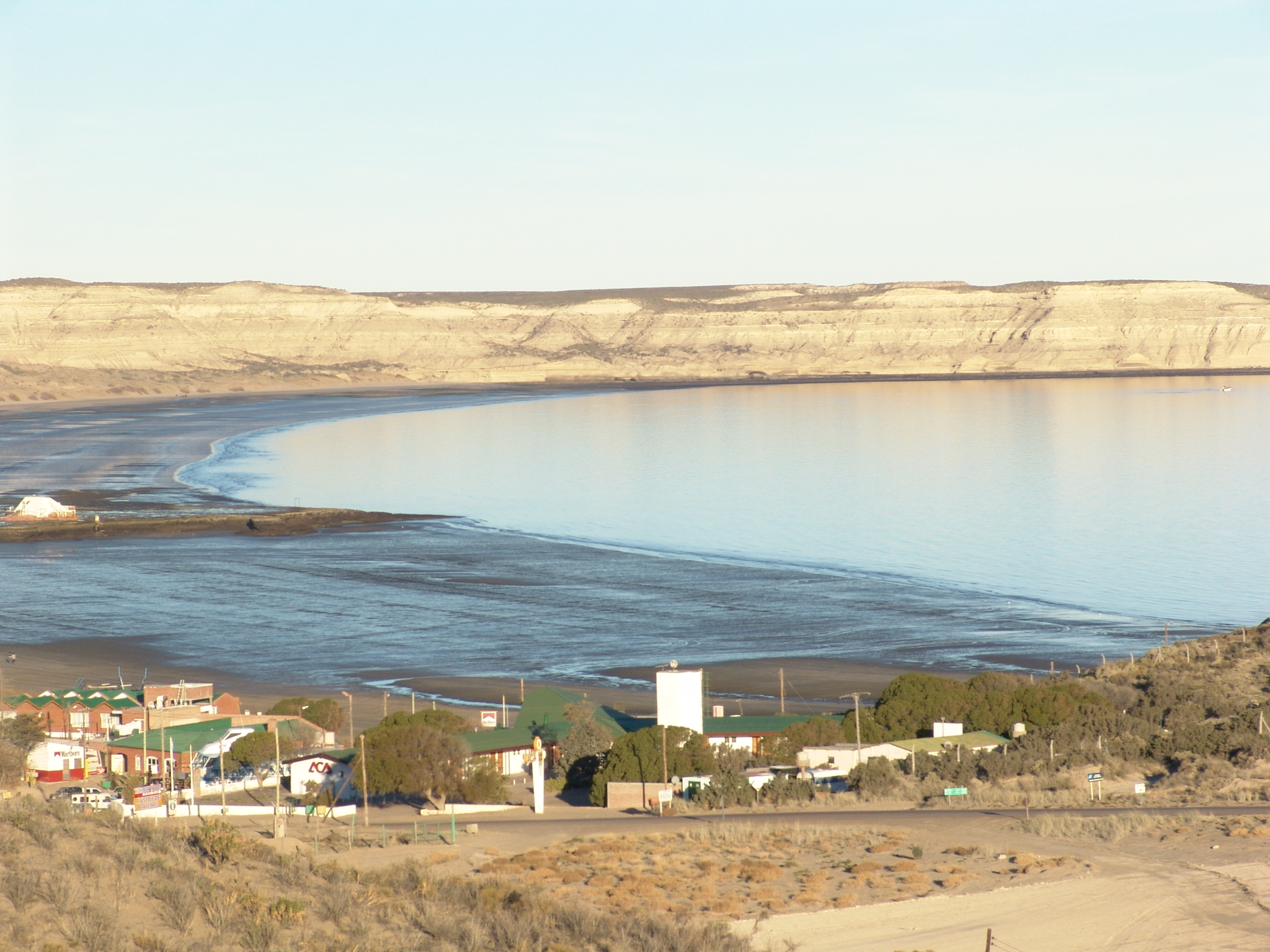
La localidad de Puerto Pirámides a orillas del golfo.
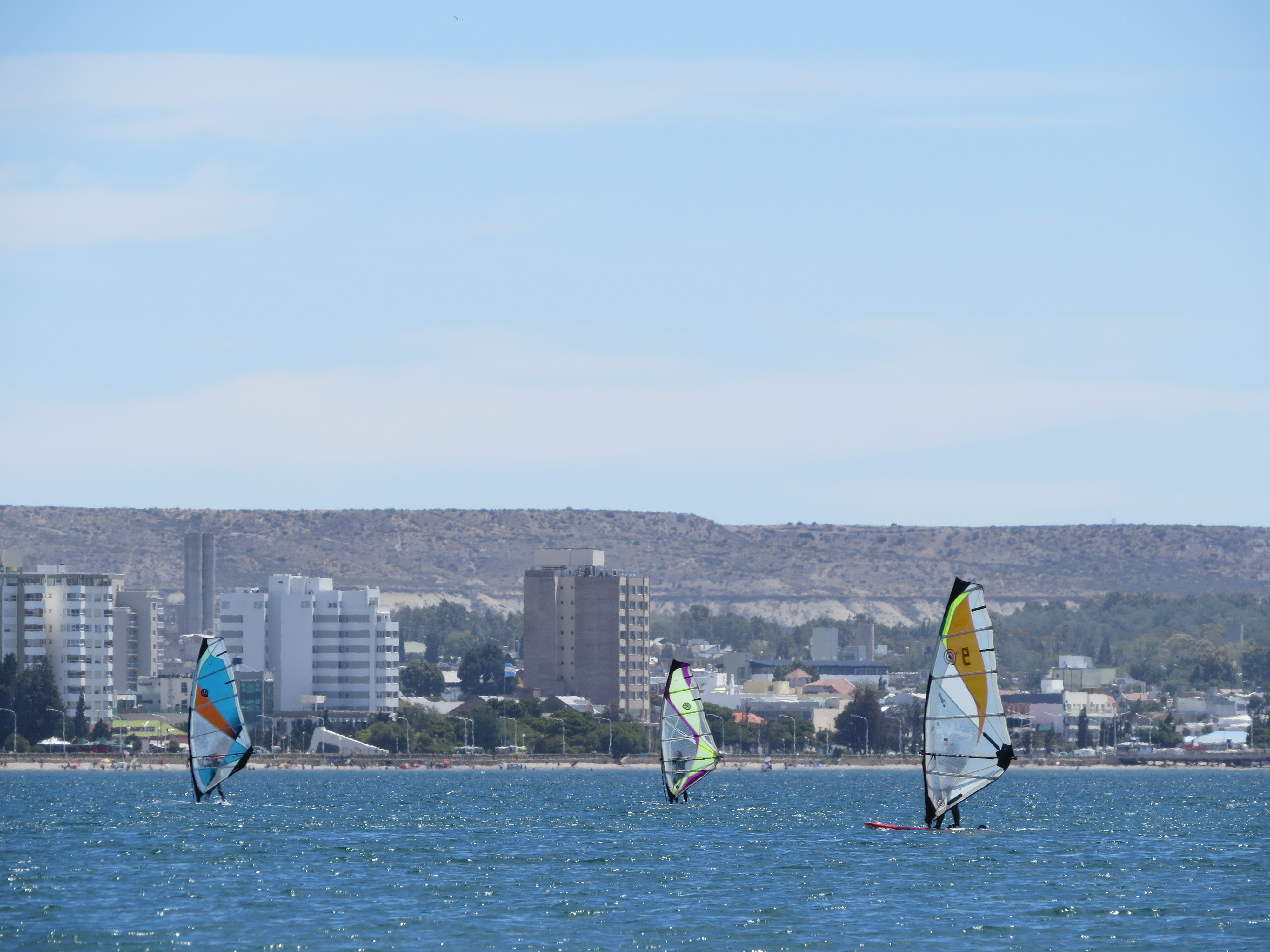
La ciudad de Puerto Madryn a orillas del golfo.